# Microfoon

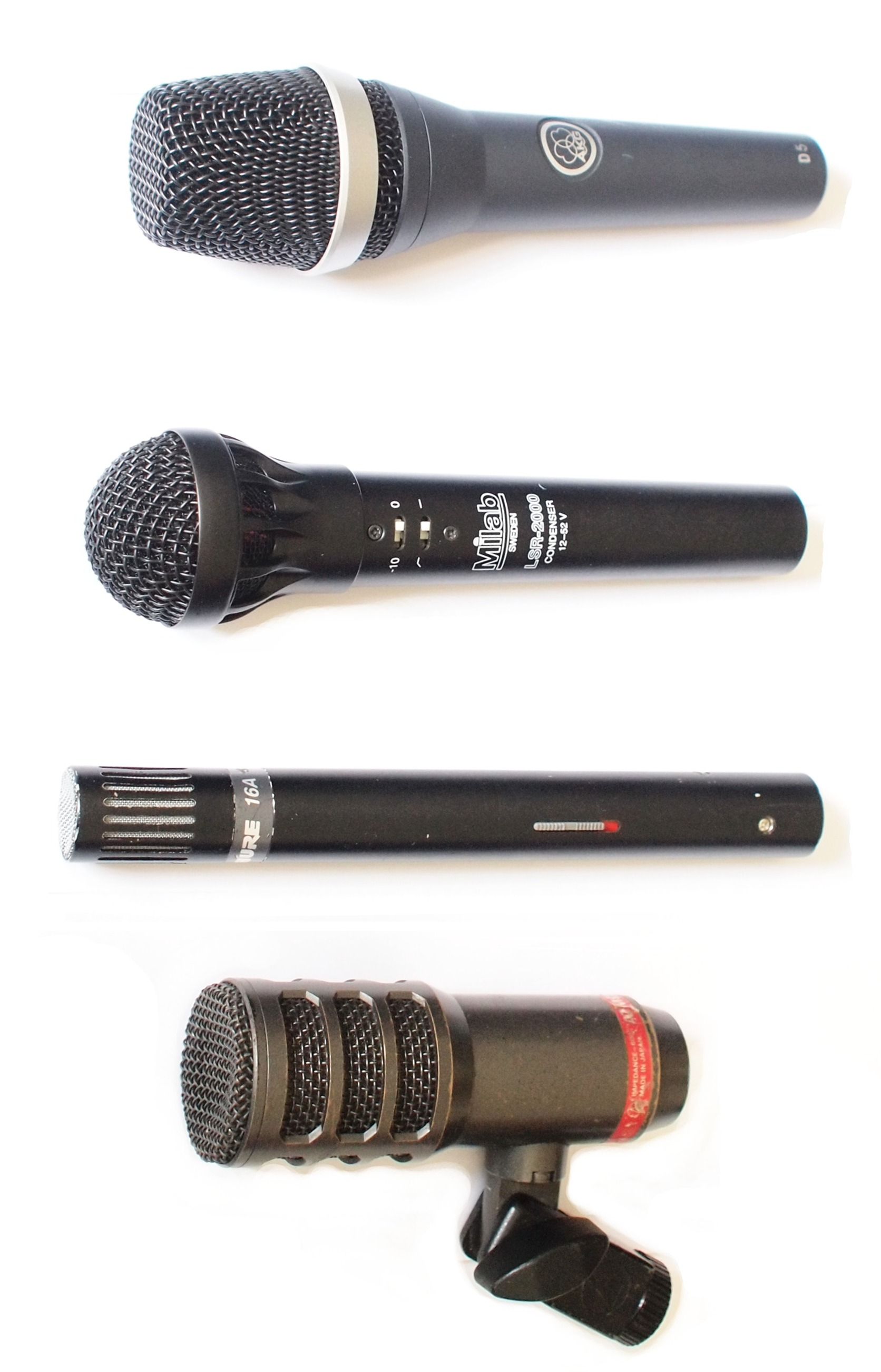
Diverse microfoons

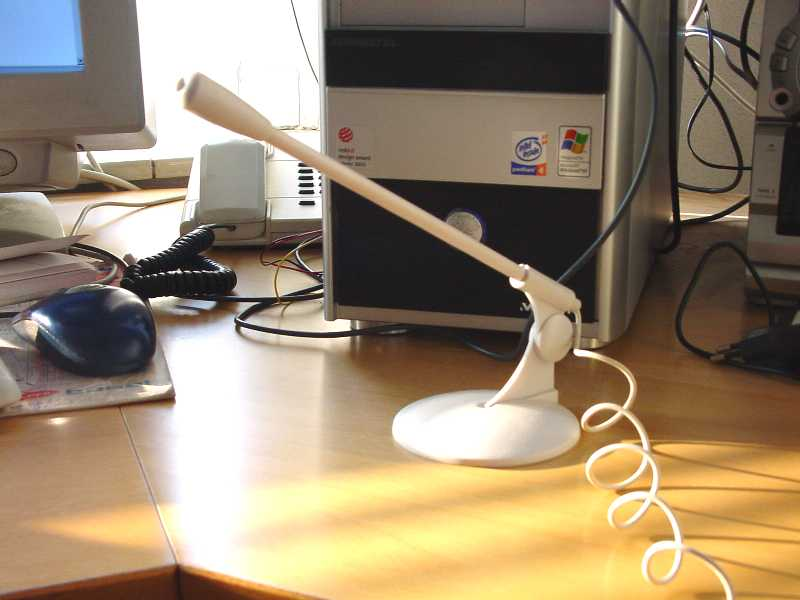
Een tafelmicrofoon

Een microfoon, afgeleid van de Oudgriekse woorden , mikrós, klein en φωνή, phōnḗ, geluid of stem, is een elektromechanisch instrument dat geluid omzet in een elektrisch signaal. Dit kan vervolgens worden versterkt voor weergave tijdens optredens of voor radio-uitzendingen of om geluidsopnames te maken.

## Inleiding
Geluid bestaat uit luchtdrukvariaties die zich in een golvende beweging door de lucht voortbewegen. In plaats van een geluidsgolf of van geluidstrilling spreekt men ook wel van een akoestisch signaal. Een microfoon zet een akoestisch signaal om naar een elektrisch signaal in twee stappen: Eerst wordt het akoestische signaal opgenomen door een membraan dat met de geluidsgolf meetrilt. De trilling van het membraan wordt vervolgens omgezet in variaties in de elektrische spanning, die met de trilling van het membraan overeenkomen. Hoe dat gebeurt is afhankelijk van het type microfoon. Hoe beter de overeenkomst is tussen het oorspronkelijke akoestische signaal en het resulterende elektrische signaal, des te beter de microfoon is.
De signaalgrootte van een dynamische microfoon is vaak kleiner dan een millivolt. Het signaal wordt daarom meestal eerst aan een voorversterker doorgegeven, voordat het verder wordt verwerkt.

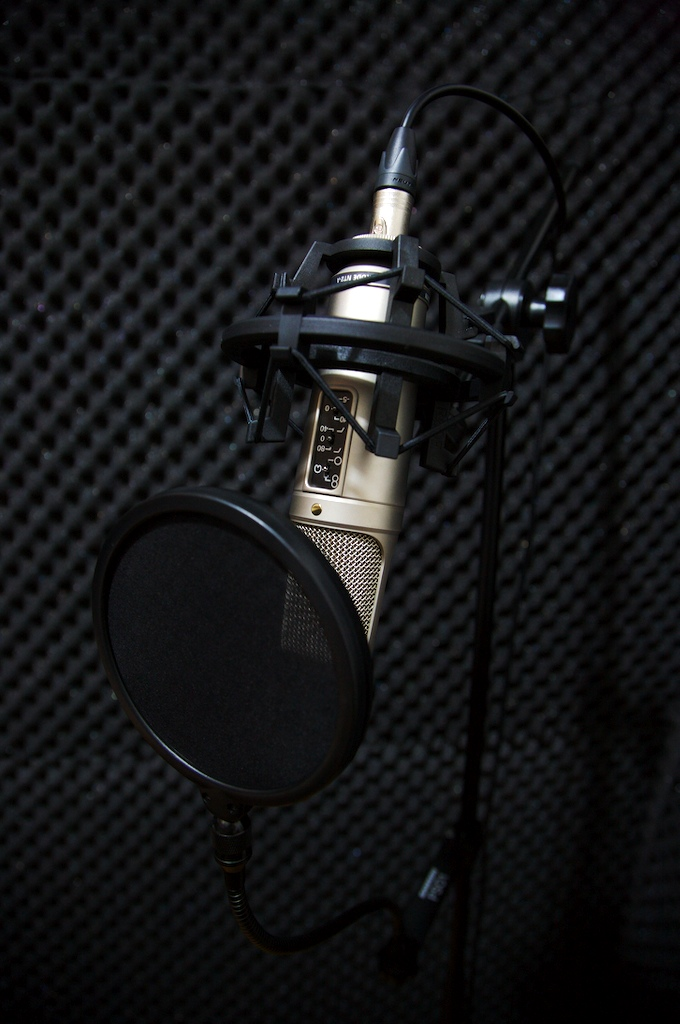
Rode NT2A met een popschild

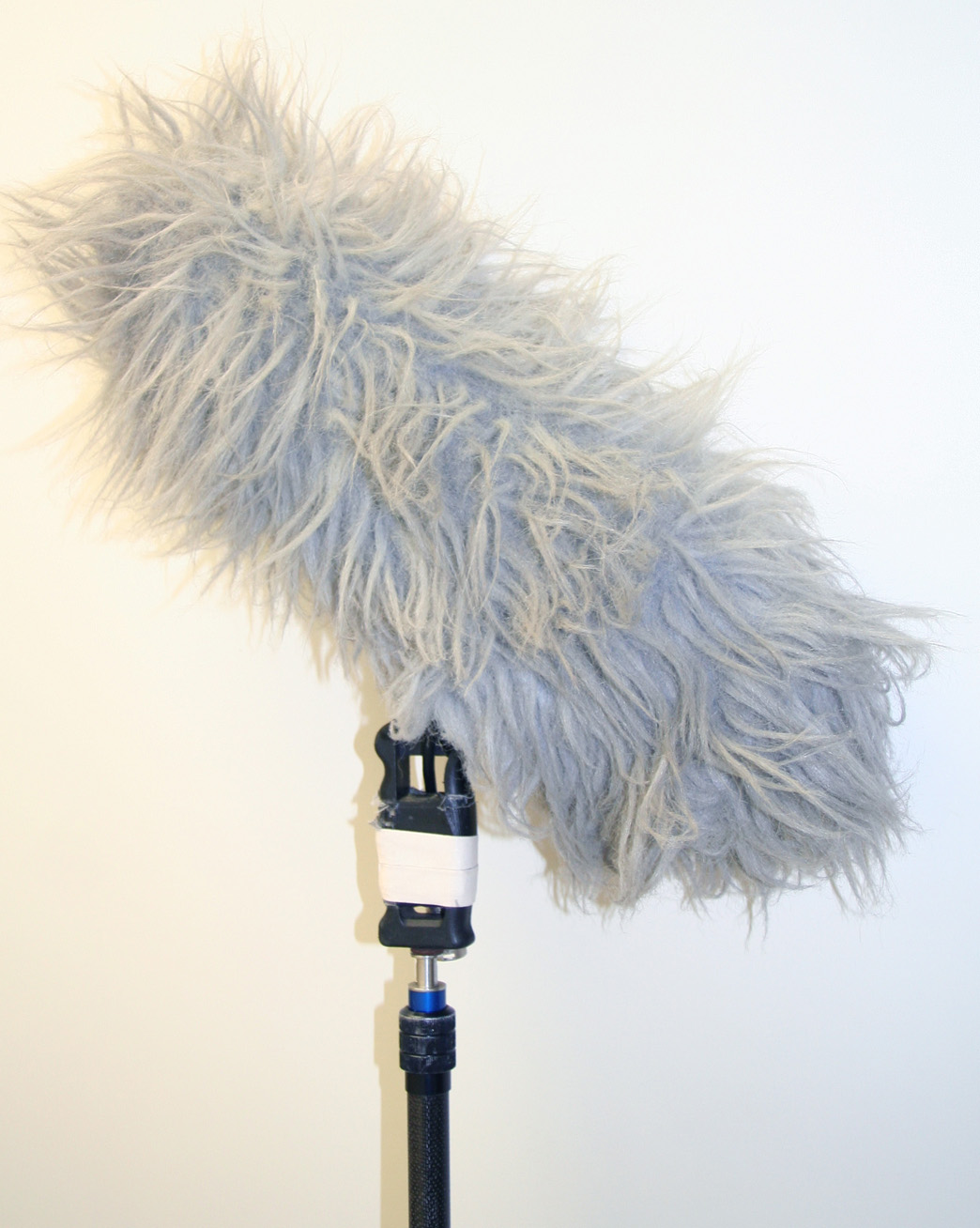
Een windscherm om een microfoon

Bij te harde geluiden kan een microfoon de geluidsdruk niet aan, en geeft deze dan een vervormd signaal af. Bij de meeste microfoons wordt daarvoor een getal in decibel gegeven waarbij de microfoon het geluid nog niet vervormt. Deze geluidsdruk wordt met het Engelse Sound Pressure Level SPL aangegeven, bijvoorbeeld 'max SPL = 135 dB' of 'max 135 dB SPL'. De gevoeligheid van een microfoon wordt opgegeven in elektrische spanning per geluidsdruk, met als eenheid mV/Pa, 1 Pa komt overeen met een geluidsniveau van 94 dB SPL.
Wanneer iemand in een microfoon spreekt, dan komt er onbedoeld bij plofklanken ook uitgeblazen lucht mee. Dat geeft een hard klapperend windgeluid op de microfoon. Vooral elektretmicrofoons zijn daar erg gevoelig voor. Door gebruik te maken van een plopkapje wordt dat voorkomen. Een plopkapje is meestal een omhulsel van open schuim, bijvoorbeeld van polyetherschuim. Het kan ook buiten worden gebruikt, bij wind. Men gebruikt in een studio ook wel een schermpje tussen de microfoon en de spreker. Dit plopfilter kan van verschillende materialen gemaakt zijn. Zowel twee dunne stoflagen achter elkaar of een metalen filter.
Als het geluid van een microfoon uit een luidspreker klinkt dat vervolgens weer door de microfoon wordt opgepikt, dan spreekt men van rondzingen. Dat kan een hoge fluittoon zijn als er nauwelijks vertraging is, maar het kan ook een hinderlijke echo zijn, als bijvoorbeeld via een telefoon- of radioverbinding het geluid met een vertraging de microfoon bereikt.
Bij communicatieverbindingen wordt soms de microfoon uitgezet op het moment dat de ander iets zegt. De verbinding is dan een half-duplexverbinding geworden.

## Elementaire microfoonsoorten
Een drukmicrofoon registreert de geluidsdruk en is daarmee gevoelig voor geluid uit alle richtingen. De microfoon is alleen aan de voorkant open. Een drukgradiëntmicrofoon registreert het verschil in druk tussen voor- en achterkant en is daarmee richtingsgevoelig. Een zuivere drukgradiëntmicrofoon is ongevoelig voor geluid van opzij. De meest gebruikte soort is de druk-drukgradiëntmicrofoon, waarbij de verhouding zo gekozen is dat hij ongevoelig is aan de achterkant. De richtingskarakteristieken worden gebruikelijk aangeduid met de namen:
- omnidirectioneel afgekort omni, gevoelig voor geluid van alle kanten, alias kogel vanwege de vorm van de richtingskarakteristiek.
- bidirectioneel, gevoelig voor geluid van voor en achter, maar niet van opzij; alias figuur-8.
- unidirectioneel, ongevoelig voor geluid van achter; alias nier of cardioïde.

En de tussenvormen
- halfnier, brede nier, of brede cardioïde, ongevoeliger van achter maar niet helemaal ongevoelig.
- supernier of supercardioïde, ongevoelig voor geluid schuin van achter, een beetje gevoelig van achter.
- hypernier of hypercardioïde, ongevoelig voor geluid schuin van achter/opzij; een beetje meer gevoelig van achter.

Voorts zijn er nog de richtmicrofoons
- korte richtmicrofoon, openingshoek 120 graden, niet gevoelig van achter of opzij.
- lange richtmicrofoon, openingshoek 90 graden, niet gevoelig van achter of opzij.
- paraboolmicrofoon, uiterste frontale gevoeligheid, openingshoek minimaal

### Omnidirectionele microfoon

De polaire respons van een richtingsongevoelige of omnidirectionele microfoon. De gevoeligheid is voor iedere richting gelijk.

De respons van een omnidirectionele microfoon, drukgevoelige of richtingsongevoelige microfoon behoort een perfecte bol in drie dimensies te zijn. Dit is in werkelijkheid niet het geval. Zoals met de directionele microfoons, is de gevoeligheid voor een omnidirectionele microfoon een functie van de frequentie. De microfoon is niet oneindig klein en daardoor zit deze zichzelf in de weg voor  geluiden die vanaf de achterzijde komen. Dientengevolge ontstaat een geringe afplatting van het richtingspatroon of polaire respons. Deze afplatting is groter naarmate de diameter van de microfoon de golflengte van de geluidsfrequentie benadert. Daarom heeft de microfoon met een kleinere diameter een beter omnidirectioneel effect bij hoge frequenties.
Omnidirectionele microfoons hebben, in tegenstelling tot unidirectionele of niermicrofoons, geen resonerende holtes en kunnen dus worden beschouwd als de zuiverste microfoons in termen van minimale kleuring van het geluid. Omdat ze alleen drukgevoelig zijn kunnen ze ook een vlakke laagfrequente respons vertonen. Drukgevoelige microfoons reageren ook veel minder op windlawaai en ploffen dan richtingsgevoelige microfoons.

### Bidirectionele microfoon

De polaire respons van een figuur-8 of bidirectionele microfoon. De gevoeligheid is voor twee tegenover elkaar liggende richtingen 0° en 180° optimaal, haaks daarop is de microfoon ongevoelig.

Een bidirectionele microfoon, figuur-8 microfoon of drukgradiëntmicrofoon ontvangt geluid gelijkelijk van alleen de voor- en achterkant van het opneemelement. Bandmicrofoons hebben dit patroon. In principe reageren zij niet op de geluidsdruk, maar op het geluidsdrukverschil tussen de voor- en achterkant; dit heeft ook tot gevolg dat de polariteit van het afgegeven signaal omkeert als geluid vanaf de achterkant de microfoon bereikt. Omdat geluid afkomstig van de zijkant de voor- en achterkant van de microfoon gelijkelijk benaderen is er geen geluidsdrukverschil en dus geen gevoeligheid voor geluid vanuit die richting. Een bidirectionele microfoon is dus een richtingmicrofoon.
Meer in wiskundige termen, terwijl omnidirectionele microfoons scalaire geluidsomzetters zijn die gelijkelijk reageren op druk vanuit elke richting, zijn bidirectionele microfoons vector geluidsomzetters die reageren op de drukgradiënt van het geluid langs een as, loodrecht op het vlak van het membraan.

### Unidirectionele microfoon

De polaire respons van een microfoon met een nierkarakteristiek. De gevoeligheid is voor geluiden aan de voorkant (0°) optimaal, voor geluiden van de achterkant (180°) is de microfoon ongevoelig.

Een unidirectionele microfoon is gevoeliger voor geluiden uit één richting.     
Nier, supernier en hypernier
De algemene unidirectionele microfoon is een microfoon met een nier- of cardioidekarakteristiek, zo genoemd omdat het gevoeligheidspatroon nier- of hartvormig is. De cardioide familie van microfoons wordt vaak gebruikt als zang- of spraakmicrofoons, omdat de microfoons ongevoeliger zijn voor geluiden uit andere richtingen dan de spraakrichting. In drie dimensies is de niervorm eerder een appelvorm rond de microfoon die dan zelf de steel van de appel is.
Een niermicrofoon is in feite een 1:1 superpositie van een omnidirectionele en een figuur-8 microfoon. Voor geluidsgolven vanaf de achterkant neutraliseert het negatieve signaal van de figuur-8 het positieve signaal van het omnidirectionele element, terwijl voor geluidsgolven van voren, de twee signalen elkaar versterken. 
|                                                                               |  |  |
| Een hypernier karakteristiek (links) en een supernier karakteristiek (rechts) |  |  |

Een hypernierkarakteristiek is vergelijkbaar met een nierkarakteristiek, maar met een sterkere bijdrage van de figuur-8  eigenschap wat tot een smaller gebied van frontale gevoeligheid leidt met een kleine lob gevoeligheid aan de achterkant.  Een  super-nier is vergelijkbaar met een hypernier, behalve dan dat de gevoeligheid vooruit iets groter en de achtergevoeligheid iets minder is. Dit wordt bereikt door een iets kleinere bijdrage van figuur-8 microfoon.  Hoewel elk willekeurig patroon tussen omni en figuur-8 mogelijk is door aanpassing van de mix, zeggen gangbare definities dat een hypernier eigenschap gerealiseerd wordt door de twee signalen omni en figuur-8 te combineren in een 3:1 verhouding, met een ongevoelig gebied op 109,5°, terwijl een supernier gerealiseerd wordt met een 5:3 verhouding, met een ongevoelig gebied op 126,9°.

## Soorten microfoons naar omzettingsprincipe
De meeste microfoons hebben een membraan dat meetrilt met de geluidsgolven die zich door de lucht voortplanten. De beweging van het membraan wordt vervolgens in een elektrische spanning omgezet. 
- elektromagnetisch:
  - dynamische microfoon, de beweging van een stijf membraan wordt overgebracht op een spoeltje binnen een magneet, waar het spanning opwekt.
  - bandmicrofoon een strook metaalfolie (aluminium) tussen een magneet wekt een spanning op. Het membraan is tevens spoeltje.
  - luidspreker, een luidspreker kan dienstdoen als microfoon. Dit wordt soms bij intercoms gebruikt.
- elektrostatisch, door gebruik te maken van de capaciteitsvariaties:
  - condensatormicrofoon, een strak gespannen membraan heel dicht bij een harde achterplaat vormt een condensator. Via een hoge weerstand staat hier spanning op. Het doorbuigen van het membraan veroorzaakt verandering van die spanning, omdat de lading hetzelfde blijft maar de capaciteit verandert. De voorspanning wordt meestal geleverd via de aansluitkabel middels fantoomvoeding, waarbij 48 V op de signaaldraden staat. Tevens voedt dit de ingebouwde buffer-versterker.
  - elektretmicrofoon, ook wel elektreetmicrofoon of elektret condenser microphone genoemd. Hierbij is de voorspanning bij fabricage aangebracht en perfect geïsoleerd. De ingebouwde buffer-versterker heeft voedingsspanning nodig. Dat kan ook met batterijen.
- hoogfrequent, door gebruik te maken van capaciteitsvariaties:
  - hoogfrequent condensatormicrofoon, akoestisch en mechanisch hetzelfde. Hier maakt de condensator deel uit van een hoogfrequente toongenerator. De verwerking is hetzelfde als bij een radio. Verwar dit niet met draadloze microfoons, die een zender aan boord hebben.
- elektrische weerstandsvariaties
  - koolmicrofoon: los tegen elkaar liggende koolstofkorrels worden door het geluid meer of minder samengedrukt waardoor de elektrische weerstand verandert. Een kleine stroom levert al gauw veel signaal.
  - Vloeistofmicrofoon. Rond 1900 bestonden er vloeistofmicrofoons. De vloeistofmicrofoon is onder andere door Alexander Graham Bell verbeterd, maar deze kon niet tegen de koolstofmicrofoon op. De vloeistofmicrofoon bestond uit een metalen potje met een enigszins geleidende vloeistof met in het midden een metalen buisje of een naald. Boven op de naald staat een soort toeter waarin gesproken werd. De onderkant van die toeter bestaat uit een membraan waaraan de naald verbonden is. Door geluid komt de naald in trilling en gaat daardoor iets dieper of iets minder diep in de vloeistof. Daardoor kon een weerstandsverandering tussen de naald en de buitenkant van het metalen potje gemeten worden.
- kristalmicrofoon, ook wel keramische microfoon, piëzomicrofoon of piëzo-element genoemd. Het membraan brengt druk over op een plaatje piëzo-elektrisch materiaal. Het spanningssignaal berust op het piëzo-elektrisch effect en is afhankelijk van de druk die op het plaatje wordt uitgeoefend.
- lasermicrofoon. De trilling in een membraan, of in een ruit op afstand, wordt gemeten met een laser. De golflengte van licht is echter te groot om kwaliteitsgeluid te krijgen.

Een membraanloze microfoon zou in principe beter kunnen zijn, omdat er geen membraan nodig is dat vervorming kan geven. In werkelijkheid bestaan er maar weinig natuurkundige methoden om geluidstrillingen zonder membraan in een elektrische spanning om te zetten.
Op dit moment bestaat er een membraanloze microfoon die vooral voor metingen wordt gebruikt. Het bestaat uit een element dat de luchtverplaatsing meet door de temperatuurdaling te meten van twee verwarmde minuscule draadjes.
Met condensatormicrofoons is zo'n goede kwaliteit te bereiken, dat de lucht zelf meer beperkend is dan het membraan.

## Indeling naar gebruiksdoel
- Zangmicrofoon. Als zangmicrofoon wordt veelal een robuuste dynamische microfoon gebruikt. Hoewel een condensatormicrofoon vaak betere resultaten geeft, dat hangt van het stemkarakter af, is de veel grotere kwetsbaarheid een probleem. Een zangmicrofoon is ongevoeliger voor lage tonen omdat het proximity-effect, 'close talking', de gevoeligheid voor lage tonen al versterkt.
- Handmicrofoon. Een microfoon die in de hand gehouden wordt. Een lipmicrofoon is een voor reportage bedoelde variant.
- Studiomicrofoon. Een studiomicrofoon is vaak een condensatormicrofoon. Het geluid klinkt helderder dan met een dynamische microfoon.
- Contactmicrofoon. Een contactmicrofoon wordt direct tegen een muziekinstrument gemonteerd. De goedkope kristalmicrofoon wordt hiervoor soms gebruikt. Voor betere resultaten worden daarvoor elektretmicrofoons toegepast.
- Meetmicrofoon, een pure drukmicrofoon met een vlakke frequentiekarakteristiek om metingen mee te doen. Nauwkeurigheid is hier belangrijker dan geluidskwaliteit.
- Een 'pressure zone microphone' of een 'boundary effect' microfoon of een grensvlakmicrofoon gebruiken een plat vlak waarboven de microfoon wordt gemonteerd. Het geluid kaatst eerst tegen het platte vlak en bereikt daarna de microfoon.
- Richtmicrofoon, telemicrofoon of shotgunmicrofoon zijn sterk gerichte microfoons. Een microfoonarray of matrixmicrofoon bestaat uit vele microfoons, enkele tot honderden, die in een matrix zijn opgesteld. Daarmee kan de richtingsgevoeligheid bepaald worden zonder dat de microfoons bewegen.
- Tafelmicrofoon
- Reversmicrofoon[3] is een microfoontje dat op kleding wordt gedragen, met een daarvoor aangepaste frequentiekarakteristiek. Handig bij presentaties, voorstellingen, en tv-programma's.
- 'Headworn microphone' of 'headband microfoon' is een kleine microfoon die met een beugel rond het achterhoofd of rond het oor wordt gedragen. Het microfoonelement plaatst men naast de mond. Opgeplakt kan ook boven de wang, of op het voorhoofd. Handig bij muziekvoorstellingen.
- In-ear-microfoon. Een microfoon die vlak tegen of net in de oren wordt gedragen, om een snel een goed stereogeluid op te nemen, ook bij bewegingen.
- Digitale microfoon. Alle microfoons zijn in principe analoog, maar een digitale microfoon bevat ingebouwde elektronica die er een digitaal signaal van maken.
- Headset. Een hoofdtelefoon met daaraan een microfoon bevestigd.
- 'Noise cancelling microphone'. Deze microfoon bevat een microfoonelementje dat door zijn constructie de zachte geluiden weinig doorgeeft. In bijvoorbeeld een callcenter worden omgevingsgeluiden dan minder hoorbaar. Het nadeel is de vervorming van het geluid, vooral wanneer iemand zacht in de microfoon spreekt.

Microfoons kunnen draadloos zijn. Er zit dan een kleine radiozender in de microfoon die het signaal via de ether uitzendt naar een ontvanger.

## Mono en stereo
In een geluidsstudio wordt over het algemeen meer dan één monomicrofoon gebruikt. Tijdens het mixen van die verschillende bronnen wordt dat verwerkt tot een stereo, of een surround, geluid. Geluidsopnames zijn dan dus meestal bron-georienteerd. Het stereobeeld is daardoor enigszins kunstmatig.
Een andere techniek is de opname van het stereogeluidsveld.
In principe zijn er twee stereo-opnametechnieken te onderscheiden. 
1. X-Y-opstelling - De eerste is met twee samenvallende richtingsgevoelige microfoons die onder een bepaalde hoek met elkaar zijn geplaatst. Samenvallend betekent hier dat de microfooncapsules zo dicht mogelijk bij elkaar geplaatst worden, de hoek die de microfoons met elkaar maken wordt voor een deel bepaald door de breedte van het op te nemen geluidsbeeld. Omdat er geen afstand tussen de microfoons zit vertoont  het opgenomen stereosignaal ook geen looptijdsverschil. De stereo-informatie wordt alleen meegegeven in de amplitudeverschillen tussen het linker en het rechterkanaal. Enkele fabrikanten leveren geluidsveldmicrofoons. Deze bestaan uit drie drukgradient-gevoelige microfoons in drie haaks op elkaar staande richtingen en een drukgevoelige microfoon, waarbij de microfooncapsules zo dicht mogelijk op elkaar zijn geplaatst.
2. A-B-opstelling - Bij de tweede methode zijn de microfoons uit elkaar geplaatst. De afstand zorgt ervoor dat er looptijdsverschillen ontstaan tussen het linker- en het rechterkanaal wat leidt tot de stereo-informatie voor de luisteraar. Als rondom gevoelige microfoons worden gebruikt is dat ook de belangrijkste informatie, maar de opstelling kan ook worden uitgevoerd met richtingsgevoelige microfoons zodat ook het amplitudeverschil bijdraagt aan de geluidslokalisatie bij weergave.

Combinaties zijn mogelijk zoals met het ORTF-Stereosysteem. Een vaste opstelling waarbij de microfoons zowel uit elkaar als onder een hoek staan. Hierdoor ontstaan er zowel looptijd verschillen als intensiteitsverschillen om een stereobeeld te creëren. 
Een minder gebruikte methode is de kunsthoofdstereotechniek. Deze methode is alleen effectief als de luisteraar een hoofdtelefoon gebruikt. Microfoons worden in of direct op het hoorkanaal van een kunstmatig hoofd geplaatst. Het idee is dat bij weergave het geluidssignaal op het oor van de luisteraar identiek is aan het geluid van de opname.  De kwaliteit van de weergave is afhankelijk van de overeenkomst van het hoofd van de luisteraar met het kunsthoofd in vorm en afmeting. De Jecklin disc is van deze techniek afgeleid.

## Connector

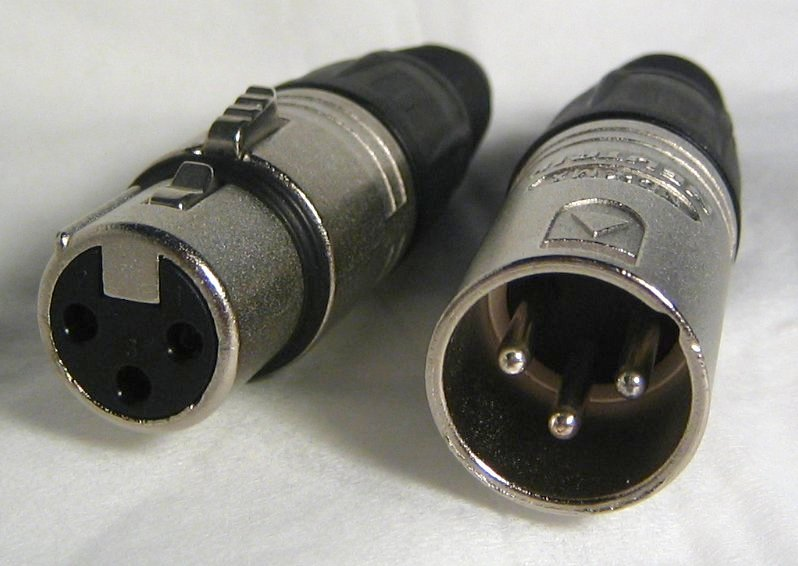
Driepolige XLR-pluggen zoals die voor hedendaagse professionele microfoons worden gebruikt.

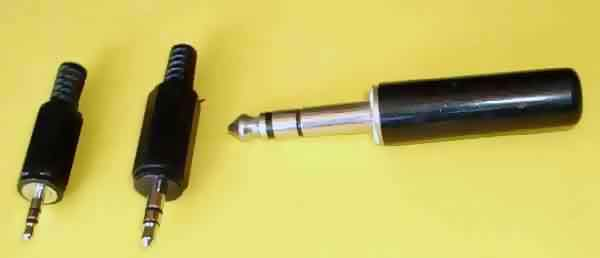
Hedendaagse jack-connectoren: 2,5 mm, 3,5 mm en 6,35 mm zoals die voor bijvoorbeeld memorecorders worden gebruikt.

Voor professionele microfoons wordt de XLR-connector gebruikt, met drie contactpennen die een symmetrische aansluiting mogelijk maken. De connector is een 'locking' (automatisch vergrendelde) connector, zodat deze niet onbedoeld los kan raken.
Semiprofessionele microfoons worden met 6,3mm-klinkstekers of Jacksteker aangesloten, dit is gewoonlijk een asymmetrische verbinding en daardoor storingsgevoeliger. De connectoren zijn niet voorzien van een vergrendeling. Microfoons met een 3,5mm-klinksteker worden vanwege de beperkte duurzaamheid meestal alleen voor consumentenproducten gebruikt.
Professionele microfoons werden tot in de jaren 1960 meestal met Klein Tuchel DIN-pluggen aangesloten.

## Eigenschappen
Elektrische en akoestische eigenschappen van microfoons zijn:
- frequentiekarakteristiek
- richtingskarakteristiek
- microfoongevoeligheid
- inwendige impedantie
- equivalent ruisniveau